# Franco Zeffirelli
Gian Franco Corsi Zeffirelli KBE  Grande Ufficiale OMRI (12 tháng 2 năm 1923 – 15 tháng 6 năm 2019), thường được gọi là Franco Zeffirelli (phát âm tiếng Ý: [ˈfraŋko ddzeffiˈrɛlli]), là một đạo diễn và nhà sản xuất nhạc kịch, phim và truyền hình người Ý. Ông cũng là thượng nghị sĩ từ năm 1994 đến năm 2001 cho đảng Forza Italia trung hữu của Ý.
Một số thiết kế và sản phẩm biểu diễn của ông đã trở thành tác phẩm kinh điển trên toàn thế giới.
Ông cũng được biết đến với một số bộ phim do mình đạo diễn, đặc biệt là bộ phim lãng mạn Romeo và Juliet (1968), bộ phim mà ông đã nhận được đề cử cho Academy Award for Best Director. Phiên bản The Taming of the Shrew năm 1967 của ông với Elizabeth Taylor và Richard Burton vẫn là bộ phim chuyển thể nổi tiếng nhất của vở kịch đó. Miniseries Jesus of Nazareth (1977) của ông đã giành được sự hoan nghênh của cả quốc gia và quốc tế và vẫn thường xuyên được chiếu vào dịp lễ Giáng sinh và lễ Phục sinh ở nhiều quốc gia.
Là một Grande Ufficiale OMRI của Cộng hòa Ý từ năm 1977, Zeffirelli cũng nhận được danh hiệu hiệp sĩ danh dự của Anh vào năm 2004 khi ông được tạo ra một KBE. Ông được trao giải Premio Colosseo vào năm 2009 bởi thành phố Rome.

## Đầu đời
Zeffirelli tên khai sinh là Gian Franco Corsi Zeffirelli ở ngoại ô Florence, Toscana, Ý. Ông được sinh ra sau cuộc tình giữa Florentine Alaide Garosi, một nhà thiết kế thời trang và Ottorino Corsi, một đại lý len và lụa từ Vinci. Vì cả hai đã kết hôn, Alaide không thể sử dụng họ của mình hoặc tên Corsi cho con mình. Bà nghĩ ra "Zeffiretti", đây là "những làn gió nhỏ" được nhắc đến trong vở opera Idomeneo của Mozart, mà bà khá yêu thích. Tuy nhiên, tên bị sai chính tả trong sổ đăng ký và trở thành Zeffirelli. Khi ông sáu tuổi, mẹ ông qua đời và sau đó ông lớn lên dưới sự bảo trợ của cộng đồng người Anh xa xứ và đặc biệt gắn bó với cái gọi là Scorpioni, người đã truyền cảm hứng cho bộ phim bán tự truyện Tea with Mussolini (1999) của ông.
Các nhà nghiên cứu Ý phát hiện ra rằng Zeffirelli là một trong số ít những người sống có quan hệ họ hàng với Leonardo da Vinci. Ông là hậu duệ của một trong những anh chị em của da Vinci.
Zeffirelli tốt nghiệp trường Accademia di Belle Arti Firenze năm 1941 và theo lời khuyên của cha mình, vào Đại học Florence để học nghệ thuật và kiến trúc. Sau khi Thế chiến thứ hai nổ ra, anh chiến đấu như một đảng phái, trước khi gặp gỡ những người lính Anh thuộc Tiểu đoàn 1 Vệ binh Scots và trở thành thông dịch viên của họ. Sau chiến tranh, ông vào lại Đại học Florence để tiếp tục học, nhưng khi nhìn thấy Henry V của Laurence Olivier vào năm 1945, ông đã hướng sự chú ý của mình về nhà hát.
Trong khi làm việc cho một họa sĩ vẽ cảnh ở Florence, ông được giới thiệu với Luchino Visconti, người đã thuê ông làm trợ lý đạo diễn cho bộ phim La Terra trema, được phát hành năm 1948. Phương pháp của Visconti đã ảnh hưởng sâu sắc đến công việc sau này của Zeffirelli. Ông cũng làm việc với các đạo diễn như Vittorio De Sica và Roberto Rossellini. Vào những năm 1960, ông đã thành danh khi thiết kế và đạo diễn các vở kịch của riêng mình ở London và thành phố New York và nhanh chóng chuyển ý tưởng của mình sang điện ảnh.

## Đời tư
Năm 1996, Zeffirelli công khai mình là người đồng tính, nhưng sau đó thích kín đáo về cuộc sống cá nhân của mình. Zeffirelli nói rằng ông coi mình là "đồng tính luyến ái" hơn là đồng tính nam, vì ông cảm thấy thuật ngữ "đồng tính nam" kém tao nhã hơn. Zeffirelli nhận nuôi hai người con trai trưởng thành, những người mà ông sống cùng và người đã làm việc cho ông trong nhiều năm, quản lý công việc của ông.

## Qua đời
Zeffirelli qua đời tại nhà riêng ở Rome vào ngày 15 tháng 6 năm 2019, ở tuổi 96.